# Ortonville (Minnesota)
Ortonville és una població dels Estats Units a l'estat de Minnesota. Segons el cens del 2000 tenia 2.158 habitants.

## Demografia
Segons el cens del 2000, Ortonville tenia 2.158 habitants, 923 habitatges, i 594 famílies. La densitat de població era de 245,8 habitants per km².
Dels 923 habitatges en un 28,1% hi vivien nens de menys de 18 anys, en un 54% hi vivien parelles casades, en un 8% dones solteres, i en un 35,6% no eren unitats familiars. En el 33,6% dels habitatges hi vivien persones soles el 20,4% de les quals corresponia a persones de 65 anys o més que vivien soles. El nombre mitjà de persones vivint en cada habitatge era de 2,25 i el nombre mitjà de persones que vivien en cada família era de 2,88.
Per edats la població es repartia de la següent manera: un 23,9% tenia menys de 18 anys, un 5,1% entre 18 i 24, un 20,2% entre 25 i 44, un 24,6% de 45 a 60 i un 26,1% 65 anys o més.
L'edat mediana era de 45 anys. Per cada 100 dones de 18 o més anys hi havia 79,8 homes.
La renda mediana per habitatge era de 30.614 $ i la renda mediana per família de 39.375 $. Els homes tenien una renda mediana de 30.590 $ mentre que les dones 20.179 $. La renda per capita de la població era de 17.132 $. Entorn del 7,2% de les famílies i el 9,2% de la població estaven per davall del llindar de pobresa.

## Poblacions més properes
El següent diagrama mostra les poblacions més properes.